# 西德尼·托馬斯
西德尼·托馬斯（1953年8月14日—），美國聯邦第九巡迴上訴法院法官。
托馬斯被認為是將接替退休的最高法院大法官約翰·保羅·史蒂文斯的大法官候選人之一。